# Meikensbossen
De Meikensbossen (ook: Vijverbos) is een natuurgebied ten noordwesten van de West-Vlaamse plaats Dentergem.
De Meikensbossen liggen direct ten zuiden van de Poelberg en meten 63 ha. Ze worden beheerd door het Agentschap Natuur en Bos. Het gebied bestaat uit oud en nieuw aangeplant bos, hooilanden en weilanden met enkele poelen.
De naam "Meikensbossen" is afgeleid van herberg  't Meyken, die al in 1641 werd vermeld. Omstreeks 1800 lag hier nog een groot bos, het Dendrombosch, maar door houtkap en ontginning nam de oppervlakte af tot 5 ha. In het gebied werd door het Agentschap in de jaren 2000-2010 ongeveer 43 ha aangekocht, waarvan 3,5 ha oorspronkelijk bos, het Vijverbos. In dit oorspronkelijk bos groeien gele dovenetel, slanke sleutelbloem, gewone salomonszegel en bosanemoon.
Het gehele gebied werd heringericht met het oog op biodiversiteit, met houtwallen, open land, poelen en dergelijke. Een wandelroute van 5 km voert door het gebied.